# Jerzy Leowski

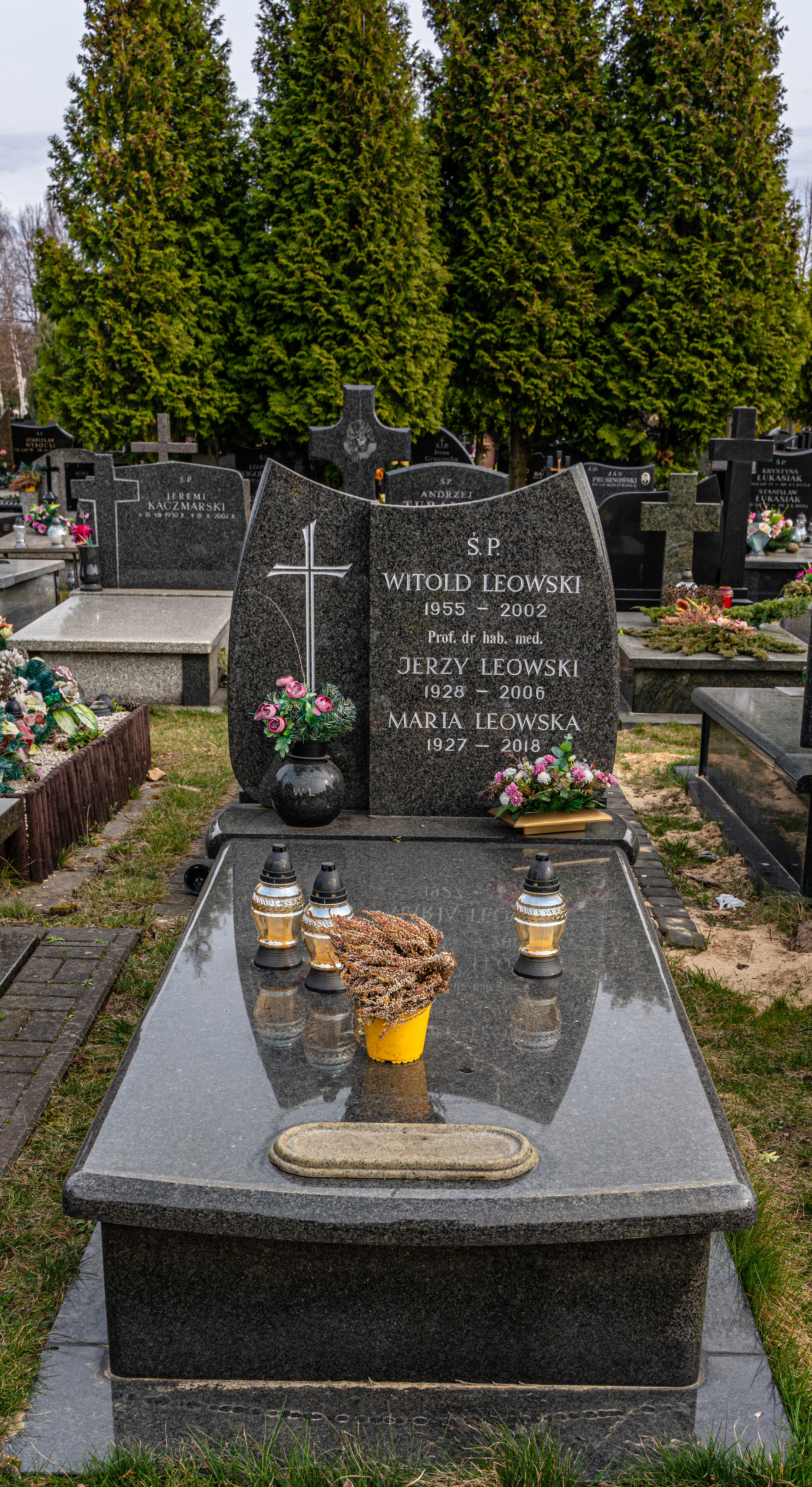
Grób Jerzego Leowskiego na cmentarzu komunalnym Północnym w Warszawie

Jerzy Leowski (ur. 10 kwietnia 1928 w Pabianicach, zm. 25 marca 2006 w Warszawie) – polski lekarz epidemiolog, nauczyciel akademicki, profesor nauk medycznych.

## Życiorys
W 1954 ukończył studia w Wydziale Lekarskim Akademii Medycznej w Warszawie. W 1955 uzyskał specjalizację z epidemiologii. W latach 1959–1960 odbył studia podyplomowe w zakresie zdrowia publicznego w Londyńskiej Szkole Higieny i Medycyny Tropikalnej.
Stopień doktora nauk medycznych uzyskał w 1964 w Akademii Medycznej w Warszawie na podstawie rozprawy pt. Ocena mierników stanu zdrowia pracowników zakładu przemysłowego. W 1975 w Akademii Medycznej w Łodzi na podstawie pracy pt. Ocena walki z gruźlicą w Polsce, uzyskał stopień doktora habilitowanego. W 1978 Rada Państwa nadała mu tytuł profesora nadzwyczajnego
W latach 1955–1978 pracował w Instytucie Gruźlicy i Chorób Płuc w Warszawie, w tym od 1968 na stanowisku dyrektora tego instytutu. Wieloletni pracownik Światowej Organizacji Zdrowia. W latach 1978–1980 pracował jako ekspert w Biurze Regionalnym na Zachodni Pacyfik w Manili. W latach 1980–1988 pełnił funkcję kierownika programu zwalczania gruźlicy w Centrali Światowej Organizacji Zdrowia w Genewie. W okresie od 1996 do 2003 był dyrektorem Szkoły Zdrowia Publicznego w Centrum Medycznym Kształcenia Podyplomowego w Warszawie.
Członek Polskiego Towarzystwa Higienicznego, Polskiego Towarzystwa Medycyny Społecznej, Polskiego Towarzystwa Ftizjopneumonologicznego, Rady Naukowej przy Ministrze Zdrowia i Opieki Społecznej, Międzynarodowego Towarzystwa Epidemiologicznego oraz Panelu Ekspertów ds. Gruźlicy Światowej Organizacji Zdrowia.
Autor lub współautor ponad 140 publikacji, w tym 70 prac oryginalnych. Autor podręcznika pt Polityka zdrowotna a zdrowie publiczne. Promotor 9 prac doktorskich.
Pochowany na cmentarzu Północnym w Warszawie.

## Odznaczenia
- Krzyż Oficerski Orderu Odrodzenia Polski (1988)
- Krzyż Kawalerski Orderu Odrodzenia Polski (1974)
- Złoty Krzyż Zasługi (1969)